# The Whole Truth (The Twilight Zone)
The Whole Truth is een aflevering van de Amerikaanse televisieserie The Twilight Zone. Het scenario van de aflevering werd geschreven door Rod Serling.

## Plot

### Opening
This, as the banner already has proclaimed, is Mr. Harvey Hunnicut, an expert on commerce and con jobs, a brash, bright, and larceny-loaded wheeler and dealer who, when the good Lord passed out a conscience, must have gone for a beer and missed out. And these are a couple of other characters in our story: A little old man and a Model A car— but not just any old man and not just any Model A: There's something very special about the both of them. As a matter of fact, in just a few moments they'll give Harvey Hunnicut something that he's never experienced before. Through the good offices of a little magic, they will unload on Mr. Hunnicut the absolute necessity to tell the truth. Exactly where they come from is conjecture, but as to where they're heading for, this we know, because all of them —and you— are on the threshold of the Twilight Zone.
— Rod Serling

### Verhaal
Harvey Hunnicut, een verkoper van tweedehands auto’s, deinst er niet voor terug om met gladde praatjes zijn klanten afgedankte auto’s te laten kopen. Op een dag krijgt hij bezoek van een oudere man die zijn oude Model A-auto wil verkopen. Hij waarschuwt Harvey echter dat dit geen gewone auto is. Harvey geloof het verhaal van de oude man niet dat de auto behekst zou zijn, en koopt de wagen.
Kort nadat Harvey de wagen in zijn bezit heeft gekregen, ontdekt hij dat er inderdaad iets mis mee is. De vorige eigenaar van de wagen was iemand die altijd de waarheid sprak. Om een of andere reden moet Harvey nu ook de waarheid spreken, of hij nu wil of niet.
Nu Harvey niet langer zijn verkooppraatjes kan gebruiken, kelderen zijn inkomsten. Hij wil zo snel mogelijk van de behekste auto af. Dan leest hij in de krant dat de Sovjetleider Nikita Chroesjtsjov binnenkort een bezoek brengt aan Amerika. Harvey gaat ervan uit dat de Sovjet-Unie haar succes enkel dankt aan leugens en corruptie en smeedt een plan om de auto aan de Russische ambassade te verkopen. Hij slaagt hierin, ondanks de handicap dat hij de waarheid moet spreken.
In de slotscène blijkt de man die de auto heeft gekocht niet zomaar iemand van de ambassade te zijn, maar Chroesjtsjov zelf.

### Slot
Couldn't happen, you say? Far-fetched? Way-out? Tilt-of-center? Possibly. But the next time you buy an automobile, if it happens to look as if it had just gone through the Battle of the Marne, and the seller is ready to throw into the bargain one of his arms, be particularly careful in explaining to the boss about your grandmother's funeral when you were actually at Chávez Ravine, watching the Dodgers. It'll be a fact that you're the proud possessor of an instrument of truth manufactured and distributed by an exclusive dealer... in the Twilight Zone.
— Rod Serling

## Rolverdeling
- Jack Carson - Harvey Hunnicut
- Loring Smith - Honest Luther Grimbley
- George Chandler - oude man
- Jack Ging - jonge autokoper
- Nan Peterson - vrouw van de jonge autokoper
- Arte Johnson - Irv
- Patrick Westwood - helper van de premier
- Lee Sabinson - premier

## Achtergrond
- Dit was een van de afleveringen van seizoen 2 die door budgetgebrek moest worden opgenomen op 16mm-film.
- James Sheldon regisseerde naast deze aflevering ook "Long Distance Call", "A Penny for Your Thoughts", "It's a Good Life", "Still Valley" en "I Sing the Body Electric".
- Loring Smith speelde ook mee in "I Dream of Genie".
- Een referentie naar “Jack Kennedy” werd uit de aflevering geknipt voor de eerste uitzending.